# Bengt Blomgren (musiker)
Bengt Olof Gustav "Bengan" Blomgren, född 13 december 1948 i Gamlestaden, Göteborg, är en svensk musiker (elgitarr) och musiktekniker.

## Biografi
Blomgren bildade 1967 ett av Sveriges första renodlade bluesband, Gin House, som bland annat agerade förband 1969 åt Jimi Hendrix på Liseberg. Därefter var han medlem i proggbandet Nynningen under 1970-talet, senare i Tottas bluesband. Han har även spelat med Nationalteatern, Mats Ronander, Ola Magnell, Björn Afzelius, Mikael Wiehe, Ulf Dageby m fl., samt medverkat i olika radio- och TV-produktioner, exempelvis som tillfällig medlem i Kurt Olssons Damorkester (1988). 
Han har även medverkat i en del hobbyprojekt, till exempel "Varmare än kôrv" och "Hots'n'Tots". 1988 turnerade Blomgren och övriga i Tottas band med Ron Wood. Han är dessutom sedan flera år tillbaka tillsammans med Bengt Bygren medlem i Göran Samuelssons välkända "Packmopedsturne".
Blomgrens influenser kommer främst från Chicago och musiker som Muddy Waters och Luther Johnson samt från det brittiska 60-talet och musiker som Eric Clapton.